# Station Wola Łużańska
Station Wola Łużańska is een spoorwegstation in de Poolse plaats Wola Łużańska.